# Велимир Радиновић
Велимир Радиновић (Оквил, 17. јануар 1981) је бивши српско-канадски кошаркаш. Играо је на позицији центра.

## Каријера
Радиновић је рођен у канадском граду Оквилу од српских родитеља. Играо је на универзитету Охајо Стејт од 2004. до 2008. Сениорску каријеру почиње у Србији у дресу ФМП-а (тада под именом Рефлекс). Са њима је освојио Куп Радивоја Кораћа 2005. године. Након ФМП-а играо је за Хемофарм, а инострану каријеру је провео у екипама француског Клермона, грчког Ираклиса и немачких Мителдојчера и Тибингена. Каријеру је завршио 2011. године.

## Успеси

### Клупски
- ФМП:
  - Куп Радивоја Кораћа (1) : 2005.